# Nicolas Isimat-Mirin
Nicolas Isimat-Mirin (* 15. listopadu 1991, Meudon, Francie) je francouzský fotbalový obránce guadeloupského původu, který v současné době působí v klubu Vitesse. Hraje na postu stopera (středního obránce).

## Reprezentační kariéra
Hrál za francouzské mládežnické reprezentace U20 a U21.